# Enciclopedia di Parma
L'Enciclopedia di Parma, sottotitolata Dalle origini ai giorni nostri, è un'enciclopedia dedicata alla città di Parma e alla sua storia.
Curata da Marzio Dall'Acqua, è stata pubblicata in novembre 1998 dall'editore Franco Maria Ricci, inizialmente in 3 000 copie numerate. 
Come le altre edizioni di Franco Maria Ricci, è un'opera di pregio con copertina rigida in seta nera, stampata con caratteri bodoniani e con molte illustrazioni a colori, spesso a pagina piena. A fine volume è riportato l'indice analitico dei nomi citati. La voce Storia di Parma è stata scritta da Gianni Guadalupi. 
Dal settembre 1999 l'opera è stata pubblicata in 60 dispense domenicali abbinate alla Gazzetta di Parma, con la collaborazione della Cassa di Risparmio di Parma. 

## Estensori delle voci
Gli estensori delle voci sono elencati nel colophon ad inizio volume.
- Nicoletta Agazzi
- Adele Antonioli
- Anna Maria Anversa
- Antonella Barazzoni
- Andrea Barbieri
- Davide Barilli
- Maria Cristina Basteri
- Roberto Benecchi
- Sauro Borelli
- Nicola Brugnoli
- Giuseppe Calzolari
- Carlotta Capacchi
- Guglielmo Capacchi
- Gianni Capelli
- Mariastella Carpi
- Sofia Castello
- Manuela Catarsi
- Paolo Conforti
- Roberta Cristofori
- Marzio Dall'Acqua
- Fabrizia Dalcò
- Pierluigi Dall'Aglio
- Ubaldo Delsante
- Leonardo Farinelli
- Pierluigi Feliciati
- William Gambetta
- Mariangela Gelati
- Giovanni Genovesi
- Massimo Giuffredi
- Giovanni Gonzi
- Silvana Gorreri
- Francesca Grignaffini
- Gianni Guadalupi
- Paolo Lagazzi
- Carlo Mambriani
- Brunella Manotti
- Anna Marchi
- Rosa Marzolini
- Pier Paolo Mendogni
- Marco Minardi
- Corrado Mingardi
- Baldassarre Molossi
- Alessandra Mordacci
- Maria Neva
- Mario Palazzino
- Luigi Pelizzoni
- Francesca Pelosi
- Guido Pisi
- Gabriele Reina
- Romano Rosati
- Umberto Sereni
- Stefano Storchi
- Ilaria Tessoni
- Antonella Targher
- Gianfranco Uccelli
- Gaspare Nello Vetro